# Frederik Albrecht af Anhalt-Bernburg
Fyrst Frederik Albrecht af Anhalt-Bernburg (tysk: Friedrich Albrecht, Fürst von Anhalt-Bernburg; født 15. august 1735, død 9. april 1796) var regerende fyrste af det lille tyske fyrstendømme Anhalt-Bernburg fra 1765 til 1796. Han var af fyrsteslægten askanierne og officer i dansk tjeneste. 

## Biografi
Frederik Albrecht blev født den 15. august 1735 i Bernburg i Anhalt som den eneste søn af fyrst Viktor 2. Frederik af Anhalt-Bernburg i hans andet ægteskab med markgrevinde Albertine af Brandenburg-Schwedt. Efter at have nydt en meget god opdragelse, som fuldendtes på lange rejser, traadte han i preussisk og 1761 i dansk krigstjeneste, hvor han som generalmajor blev chef for Prins Frederiks Regiment, i 1762 for Kongens Livregiment og 1764 for det danske artillerikorps, som da oprettedes ved sammensmeltning af danske, holstenske og norske artillerikorps; men i 1765 trådte han ud af dansk krigstjeneste og overtog ved faderens død regeringen i Anhalt-Bernburg. Han viste sig her som en dygtig regerende fyrste, der med iver søgte at fremme sine undersåtters vel i alle retninger. Han døde den 9. april 1796 i Ballenstedt. 

## Ægteskab og børn
Han blev gift 1763 med prinsesse Louise Albertine af Slesvig-Holsten-Sønderborg-Plön (død 2. marts 1769), datter af hertug Frederik Carl af Plön. De efterlod en søn, Alexius Frederik Christian, der efterfulgte faderen som fyrste af Anhalt-Bernburg, og en datter, Pauline af Anhalt-Bernburg, der blev gift med fyrst Leopold 1. af Lippe.